# Sri Lanka op de Olympische Zomerspelen 2008
Sri Lanka nam deel aan de Olympische Zomerspelen 2008 in Peking, China.
Sri Lanka debuteerde op de Zomerspelen in 1948 en deed in 2008 voor de vijftiende keer mee. Sri Lanka won op eerdere Zomerspelen twee medailles. Deze medailles werden in de atletiek gewonnen. De eerste medaille, een zilveren, werd in 1948 gewonnen door Duncan White op de 400 meter horden. De tweede medaille, een bronzen, werd in 2000 op de 200 meter door Susanthika Jayasinghe gewonnen.

## Deelnemers en resultaten
De deelnemer bij het gewichtheffen nam deel op uitnodiging van de Olympische tripartitecommissie.
 (m) = mannen, (v) = vrouwen 
| Sport         | Olympiër               | Discipline                   | Resultaat | Prestatie                                                                           |
| ------------- | ---------------------- | ---------------------------- | --------- | ----------------------------------------------------------------------------------- |
| Atletiek      | Susanthika Jayasinghe  | 200 m (v)                    | series    | serie 1: 23,04 (2e; 11e tijd) KF 2: 22,94 (3e; 12e tijd) HF 1: 22,98 (7e; 14e tijd) |
| Atletiek      | Nadeeka Lakmali        | speerwerpen (v)              | 43e       | kwalificatie groep A: x - 53,44 - 54,28 m (23e)                                     |
| Badminton     | Thilini Jayasinghe     | enkelspel (v)                | 1/32F     | 1/32F: 13-21, 16-21 Nguyen Nhung Le Ngoc (Vie)                                      |
| Boksen        | Anurudha Rathnayake    | vlieggewicht (tot 51 kg) (m) | 1/16F     | 1/16F: Robenilson Vieira (Bra), (3-13)                                              |
| Gewichtheffen | Chinthana Vidanage     | tot 69 kg (m)                | 16e       | 293 kg (trekken: 128 / stoten: 165)                                                 |
| Schietsport   | Edirisinghe Senanayake | 10 m luchtpistool (m)        | 48e       | 561 (91-94-93-91-94-98)                                                             |
| Schietsport   | Edirisinghe Senanayake | 50 m luchtpistool (m)        | 36e       | 545 (89-93-88-88-94-93)                                                             |
| Zwemmen       | Daniel Lee             | 50 m vrij (m)                | series    | serie 6: 24,92 (5e; 66e tijd)                                                       |
| Zwemmen       | Mayumi Raheem          | 100 m school (v)             | series    | serie 2: 1.15,33 (3e; 44e tijd)                                                     |

Afghanistan · Albanië · Algerije · Amerikaanse Maagdeneilanden · Amerikaans-Samoa · Andorra · Angola · Antigua en Barbuda · Argentinië · Armenië · Aruba · Australië · Azerbeidzjan · Bahama's · Bahrein · Bangladesh · Barbados · België · Belize · Benin · Bermuda · Bhutan · Bolivia · Bosnië en Herzegovina · Botswana · Brazilië · Britse Maagdeneilanden · Bulgarije · Burkina Faso · Burundi · Cambodja · Canada · Centraal-Afrikaanse Republiek · Chili · China · Chinees Taipei · Colombia · Comoren · Congo-Brazzaville · Congo-Kinshasa · Cookeilanden · Costa Rica · Cuba · Cyprus · Denemarken · Djibouti · Dominica · Dominicaanse Republiek · Duitsland · Ecuador · Egypte · El Salvador · Equatoriaal-Guinea · Eritrea · Estland · Ethiopië · Fiji · Filipijnen · Finland · Frankrijk · Gabon · Gambia · Georgië · Ghana · Grenada · Griekenland · Groot-Brittannië · Guam · Guatemala · Guinee · Guinee‑Bissau · Guyana · Haïti · Honduras · Hongarije · Hongkong · Ierland · IJsland · India · Indonesië · Irak · Iran · Israël · Italië · Ivoorkust · Jamaica · Japan · Jemen · Jordanië · Kaaimaneilanden · Kaapverdië · Kameroen · Kazachstan · Kenia · Kirgizië · Kiribati · Koeweit · Kroatië · Laos · Lesotho · Letland · Libanon · Liberia · Libië · Liechtenstein · Litouwen · Luxemburg · Macedonië · Madagaskar · Malawi · Malediven · Maleisië · Mali · Malta · Marshalleilanden · Marokko · Mauritanië · Mauritius · Mexico · Micronesië · Moldavië · Monaco · Mongolië · Montenegro · Mozambique · Myanmar · Namibië · Nauru · Nederland · Nederlandse Antillen · Nepal · Nicaragua · Nieuw-Zeeland · Niger · Nigeria · Noord-Korea · Noorwegen · Oeganda · Oekraïne · Oezbekistan · Oman · Oostenrijk · Oost‑Timor · Pakistan · Palau · Palestina · Panama · Papoea-Nieuw-Guinea · Paraguay · Peru · Polen · Portugal · Puerto Rico · Qatar · Roemenië · Rusland · Rwanda · Saint Kitts en Nevis · Saint Lucia · Saint Vincent en Grenadines · Salomonseilanden · Samoa · San Marino · Sao Tomé en Principe · Saoedi-Arabië · Senegal · Servië · Seychellen · Sierra Leone · Singapore · Slovenië · Slowakije · Soedan · Somalië · Spanje · Sri Lanka · Suriname · Swaziland · Syrië · Tadzjikistan · Tanzania · Thailand · Togo · Tonga · Trinidad en Tobago · Tsjaad · Tsjechië · Tunesië · Turkije · Turkmenistan · Tuvalu · Uruguay · Vanuatu · Venezuela · Verenigde Arabische Emiraten · Verenigde Staten · Vietnam · Wit-Rusland · Zambia · Zimbabwe · Zuid-Afrika · Zuid-Korea · Zweden · Zwitserland
Uitgesloten van deelname: Brunei